# Дошкольный возраст
Дошкольный возраст — этап психического развития ребёнка в возрастном диапазоне от 3 до 7 лет. В его рамках выделяют четыре периода:
1. младший дошкольный возраст — от 3 до 4 лет;
2. средний дошкольный возраст— от 4 до 5 лет;
3. старший дошкольный возраст — от 5 до 6 лет.
4. подготовительный дошкольный возраст — от 6 до 7 лет

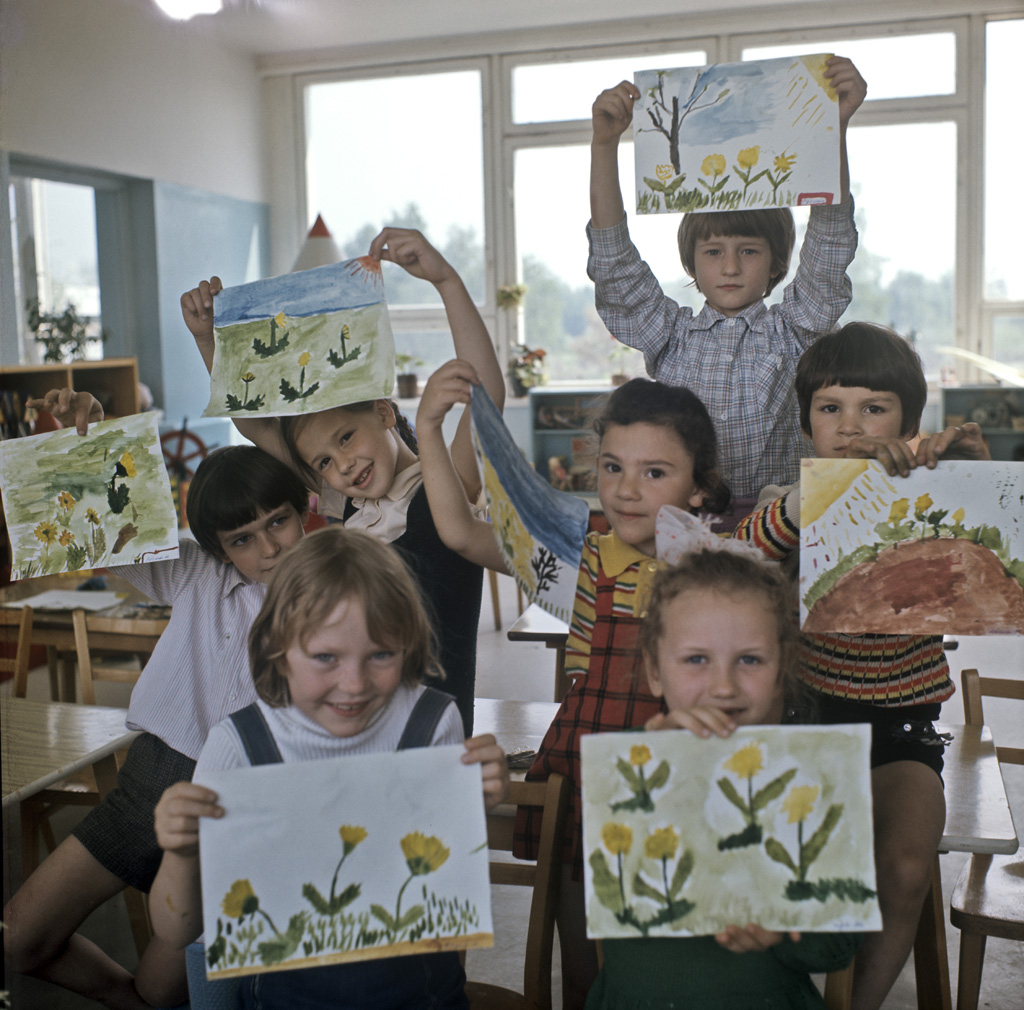
Дошкольники в детском саду показывают свои рисунки.

## Психическое развитие
В рамках советской и российской психологии, каждый возрастной период характеризуется социальной ситуацией развития, ведущей деятельностью и психическими новообразованиями.

### Социальная ситуация развития
На этапе дошкольного возраста социальная ситуация развития характеризуется распадом совместной деятельности ребёнка со взрослым. Ребёнок открывает для себя мир человеческих отношений посредством сюжетно-ролевой игры. В игре ребёнок повторяет действия взрослых, посредством чего реализует тенденцию быть и действовать как взрослый. Постепенно расширяется круг значимых лиц, в который теперь входят сверстники как партнёры по игре.

### Ведущая деятельность
Ведущая деятельность на данном этапе — сюжетно-ролевая игра, которая определяет позицию ребёнка, его восприятие мира и отношений. Посредством сюжетно-ролевой игры происходит развитие разнообразных сфер психической деятельности. Игра является формой социализации ребёнка, способствующей ориентировке ребёнка в социальных и межличностных отношениях..
Советский психолог Д. Б. Эльконин выделял 4 линии влияния игры на психическое развитие ребёнка:
- Развитие мотивационно-потребностной сферы — освоение функций, смыслов, задач человеческой деятельности. Ребёнок стремится к общественно значимой и одобряемой деятельности, происходит первое соподчинение мотивов, что является первым шагом на пути к их иерархии, обеспечивающей психологическую готовность к школе.
- Преодоление познавательного «эгоцентризма», ребёнок начинает соотносить собственную позицию с иной точкой зрения, учится координировать свои действия с действиями окружающих.
- Развитие идеального плана, характеризующегося переходом от внешних действий к действиям во внутреннем плане.
- Развитие произвольности действий посредством подчинения правилам.

### Психические новообразования
Центральное новообразование дошкольного возраста — формирование наглядно-образного мышления, сопряжённое с развитием ориентировочно-исследовательской деятельности. Происходит овладение мнемическими средствами, появляется возможность произвольного запоминания — память становится опосредствованной знаком. Речь носит функцию планирования и регуляции деятельности.
Новообразования эмоционально-личностной сферы связаны с соподчинением мотивов, формированием новых мотивов. Развитие самооценки способствует дифференциации Я-реального и Я-идеального. Эмоции начинают носить регулятивный характер в отношении собственного поведения.
Психологическая готовность к школе является важнейшим комплексным новообразованием дошкольного возраста, включающая в себя произвольность регуляции поведения, личностную и интеллектуальную готовность.

### Детские страхи дошкольников
Первые детские (возрастные) страхи возникают ещё в возрасте до 1 года. Но именно в дошкольном возрасте у многих детей появляется много новых детских страхов. Например, в возрасте 3 — 5 лет ребёнок боится темноты, одиночества и замкнутого пространства. В возрасте 5 — 6 лет многие дети начинают бояться умереть. Этот страх намного слабее у детей, которые верят в загробную жизнь. А. И. Захаров отмечал, что страх смерти по данным корреляционного анализа связан с целым рядом других детских страхов (нападения, темноты, сказочных персонажей и других). Впрочем, исследование, проведённое в белорусском Витебске, показало, что страх смерти наиболее распространён не у дошкольников, а у младших школьников. Обычно детский страх проходит в течение 3 — 4 недель. В старшем дошкольном возрасте, как показало витебское исследование (были опрошены 40 детей в возрасте 5 — 7 лет, посещающие детский сад), наиболее часто встречаются страхи животных, темноты, чудовищ и сказочных персонажей, неожиданных и резких звуков, пожаров. Для устранения детских страхов применяют различные методы психологической коррекции: арт-терапия, сказкотерапия и другие.

### Времяпровождение у экрана монитора
Всемирная организация здравоохранения в отношении детей до 5 лет рекомендует ограничивать время нахождения перед экраном монитора и заменять его на физическую активность. В то же время исследователи обсуждают наличие таких рекомендаций, представленных без каких-либо пояснений: по состоянию на 2020 год нет убедительных, и указывающих на причинно-следственную связь, доказательств того, что времяпровождение детьми у экрана монитора создаёт нарушения психического развития per se (само по себе). Учёными предлагается в будущем улучшить понимание этого вопроса, различать: а) норму и патологию при таком поведении б) прямое и косвенное влияние (например, сокращение времени здорового повседневного поведения в) контент, который смотрит ребёнок.

## Физическое развитие
С медицинской точки зрения для этого этапа характерно первое физиологическое ускорение роста, нарастание массы тела замедляется, отчётливо увеличивается длина конечностей, углубляется рельеф лица. Постепенно выпадают молочные зубы, начинается рост постоянных зубов.
Первое ускорение роста наблюдается у мальчиков с 4 до 5,5 лет, а у девочек после 6 лет. Длина тела увеличивается из-за относительного увеличения нижних конечностей. В возрасте 3-5 лет масса тела равномерно увеличивается на 2 кг в год.
Ежегодное увеличение окружности головы до 5 лет составляет 1 см (в 5 лет — 50 см), а после пяти лет — 0,5 см в год.
Окружность груди увеличивается на 1,5 см ежегодно.
Поскольку мышцы ещё недостаточно развиты, неправильное положение тела, долгое стояние, сидение, препятствующая росту мебель могут неблагоприятно отразиться на формировании скелета и привести к нарушению осанки. Иммунная защита в дошкольный период достигает определённой зрелости.

## Кризис трёх лет
В возрасте 3 лет происходит переход от раннего к дошкольному возрасту. Этот переход характеризуется так называемым кризисом трёх лет, описанным в своём положительном значении советским психологом Л. С. Выготским. У ребёнка формируется принципиально новая система социальных отношений с миром на фоне возрастания его самостоятельности.
Кризис характеризуется возникающим противоречием между желанием ребёнка принимать участие в жизни взрослых и распадом прежней совместной деятельности и попытками ребёнка утвердить свою самостоятельность.
Л. Выготский выделяет симптомы кризиса, которыми характеризуется этот переходный период:
- Негативизм;
- Упрямство;
- Строптивость;
- Своеволие;
- Обесценивание всего того, что раньше являлось значимым для ребёнка;
- Деспотизм;
- Протест.

Новообразованием кризиса трёх лет является гордость за собственные достижения. Формируется самосознание ребёнка, проявляющаяся в становлении самостоятельной позиции.

## Кризис семи лет
В качестве окончания данного возрастного этапа Л. Выготский рассматривает кризис 6-7 лет, основными симптомами которого являются:
- Потеря непосредственности;
- Появление «скрытности» в отношении своих чувств;
- Утрата прежних интересов.

Появляется стремление к социально значимой позиции, большей самостоятельности. Отношение ребёнка к миру начинает регулироваться характером его отношений с окружающими людьми.

## Дошкольный возраст в различных концепциях развития
Периодизация психического развития, созданная Фрейдом, строится на удовлетворении инстинктивных влечений ребёнка и связана со смещением сексуальной энергии по эрогенным зонам, что определяет прохождение пяти стадий психического, точнее психосексуального развития:
— Оральная (0-2 года);
-Анальная(2-3 года);
— Фаллическая(4-5 лет);
— Латентная(5-12 лет);
-Генитальная(12-18 лет).
Согласно теории Фрейда, благополучное прохождение оральной, анальной и фаллической стадий обеспечивает формирование психически здоровой личности. Трудности на этих стадиях могут привести к возникновению различных психологических проблем во взрослом состоянии.

### Операциональная концепция развития интеллекта Ж. Пиаже
Согласно операциональной концепции развития интеллекта Ж. Пиаже, в интеллект ребёнка претерпевает следующие этапы развития:
- Сенсомоторный интеллект 0-2 года;
- Репрезентативный интеллект и стадия конкретных операций 2-12 лет;
- Формальные операции от 12 лет.

Согласно данной концепции, в возрасте 3-7 лет ребёнок находится на дооперациональной стадии интуитивного наглядного мышления.

### Периодизация психического развития Д. Б. Эльконина
Согласно периодизации Д. Б. Эльконина, в развитии ребёнка выделяются следующие этапы:
- Младенчество 0-1 год;
- Раннее детство 1-3 года;
- Дошкольное детство 3-7 лет;
- Младший школьный возраст 7-12 лет;
- Подростковый возраст 12-17 лет.

В качестве ведущей деятельности в дошкольном возрасте выделяется сюжетно-ролевая игра — это деятельность моделирующего типа, направленная на ориентацию ребёнка в социальных отношениях, системе смыслов, мотивов человеческой деятельности посредством принятия роли.